# دومنیکو دواردو
دومنیکو دواردو (انگلیسی: Domenico Doardo؛ زادهٔ ۳ ژوئیهٔ ۱۹۷۴) بازیکن سابق و مربی فوتبال اهل ایتالیا است.
از باشگاه‌هایی که در آن بازی کرده‌است می‌توان به باشگاه فوتبال هلاس ورونا، باشگاه فوتبال سورنتو کالچو، باشگاه فوتبال تورینو، باشگاه فوتبال ویچنزا، باشگاه فوتبال کرمونزه، باشگاه فوتبال بنونتو، باشگاه فوتبال جنوآ، و باشگاه فوتبال نووارا اشاره کرد.
وی همچنین در تیم ملی فوتبال زیر ۲۱ سال ایتالیا بازی کرده‌است.